# Museo de Miniaturas y Microminiaturas de Besalú
El Museo de Miniaturas y Microminiaturas de Besalú (Micromundi) es un museo de miniaturas que hasta el 2020 estaba situado en Besalú (La Garrocha), en el edificio de la antigua fábrica textil de Cal Coro (situada junto al Monasterio de San Pedro). Exponía más de 2.000 piezas de miniaturas y microminiaturas elaboradas por artistas de todo el mundo organizadas temáticamente. Se trata de una de las colecciones más completas y variadas de Europa y la primera de Cataluña de este tipo. El espacio tiene una superficie total de 400 m² y está habilitado para personas con movilidad reducida e hipoacústicos. El museo fue creado y fundado en 2007 por el joyero gerundense Lluís Carreras i Cristòfol, que es su actual director. Carreras, aficionado desde joven a coleccionar miniaturas, en 1999 compró y restauró de estilo racionalista el antiguo edificio de la fábrica de Cal Coro, con la idea de abrir un espacio al público para exponer su colección personal. El 17 de agosto de 2007 Lluís Carreras hizo la presentación del museo y el 25 de agosto de 2007 fue inaugurado.

## Historia

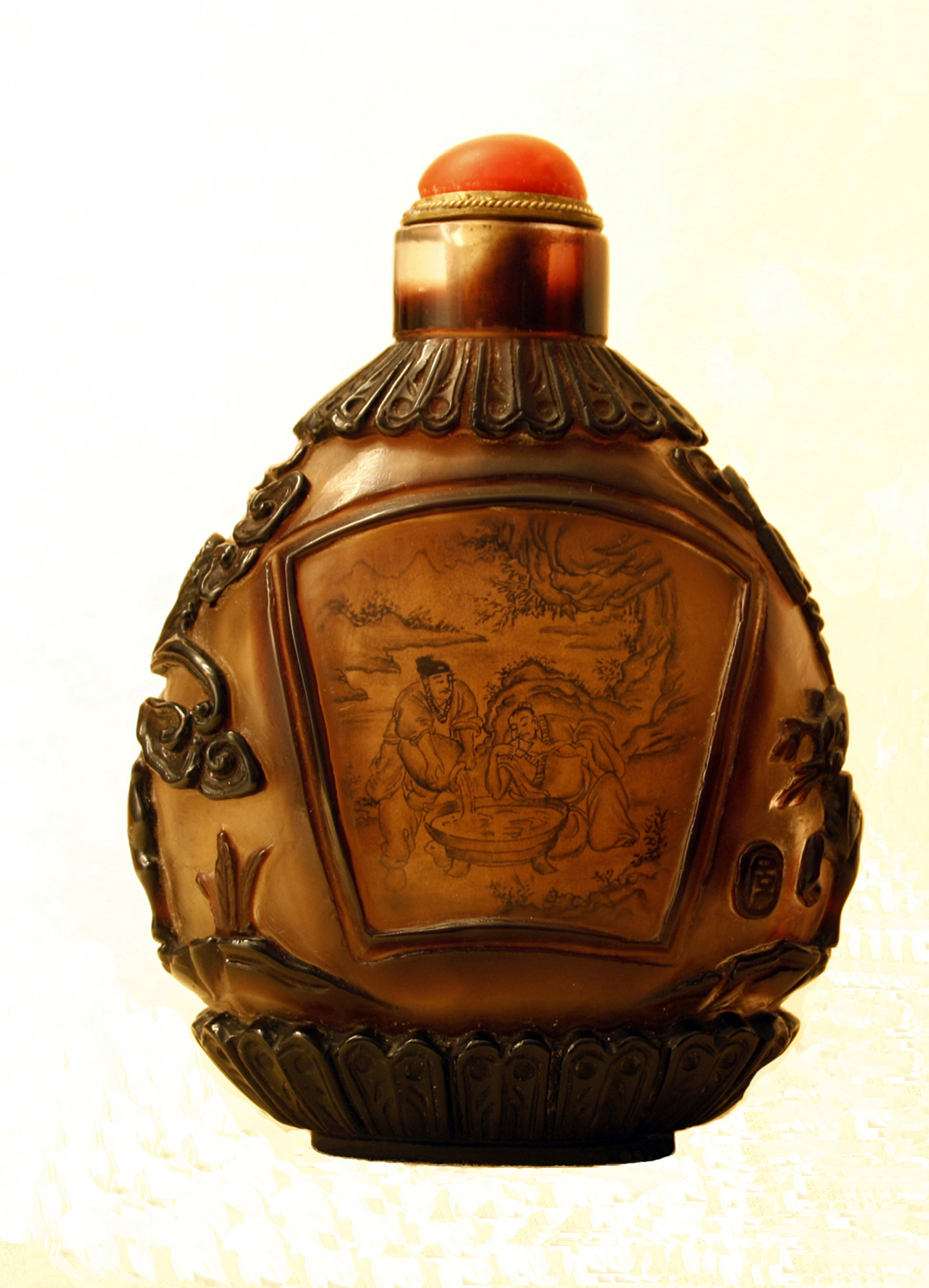
Tabaquera china, una de las joyas de la colección

## Exposición
La exposición permanente está distribuida en tres salas y dispone también de una sala de exposiciones temporales.

### Sala 1: Escenas en miniatura
En la primera sala se ha expuesto un conjunto de varias tiendas a escala 1:12 que reúnen en su interior más de 2.000 piezas.

### Sala 2: Miniminiaturas
En la segunda sala se encuentran varias obras de diferentes temáticas hechas a una escala de entre 1:100 y 1:500. Están expuestas en vitrinas y equipadas con una lupa incorporada.

### Sala 3: Microminiaturas
En la tercera sala se exponen varias microminiaturas, recreaciones de escala 1:100.000 que sólo pueden observarse con la ayuda de microscopios adaptados para cada una.

## Obras destacadas
- 2011: Broche. Anónima.

Plaza de San Pedro del Vaticano : Se trata de un broche de 3 cm, hecho a finales del XIX, que las señoras lucían sobre sus vestidos. La joya está realizada en materiales y piedras preciosas. Se trata de una representación en una pequeña pieza del lugar más emblemático del estado más pequeño del mundo, la plaza de Sant Pere del Vaticano. Para llevarla a cabo, la obra está compuesta por más de 300 teselas de pasta vítrea con la técnica de los mosaicos romanos de Oriente, rodeada con una forma ovalada de aventurina y una orla de motivos florales.
- 2012: Tabaquera china. Anónima
- 2013: Circo. Miniatura del artista mexicano Ricalde: Todo un mundo de fantasía recogido en un pequeño espacio. Más de 15 personajes en acción, payasos, equilibristas, trapecistas, acróbatas, domadores, hombres forzudos levantando pesos, caballos, un elefante, un dromedario, un mono... que hacen disfrutar a los espectadores bajo una vela coloreada donde se fabrican los sueños. El conjunto, de 7 cm de diámetro, es obra del artista mexicano Ricalde que con gran maestría ha esculpido las figuras de 3 mm de altura con palés de madera y resinas policromadas, dándoles vida y movimiento. Una composición de gran belleza para representar un espectáculo tan mágico y apasionante como el circo.